# 2007年日本の補欠選挙
2007年日本の補欠選挙（2007ねんにほんのほけつせんきょ）では、日本の立法府である衆議院と参議院の議員を補充するため2007年に行われた補欠選挙の結果について取り上げる。

## 概要
補欠選挙は、議員が辞職、あるいは死亡したこと等で、欠員が生じた場合にその欠員を補充するために行われる選挙である。2000年（平成12年）の公職選挙法改正によって、衆議院と参議院の補欠選挙は同法第33条の2第2項に規定に基づき、原則として4月と10月の年2回にまとめて実施されている。
ただし、2007年は任期満了に伴う第21回参議院議員通常選挙（以下『第21回参議院選挙』と記す。）が行われることが明らかになっていたことから、同法第33条の2第3項の規定により第21回参議院選挙が行われる7月29日にも補欠選挙が行われることとなっている。
以上のことから、2007年は以下の年3回補欠選挙が行われることになった。
- 2006年9月16日から2007年3月15日（第1期間）において衆議院議員及び参議院議員の再選挙または補欠選挙を行うべき事由が生じた場合は、当該期間直後の4月の第4日曜日（4月22日）に実施
- 2007年3月16日（第2期間初日）から同年7月11日（第23回参議院選挙の公示日前日）において衆議院議員及び参議院議員の再選挙または補欠選挙を行うべき事由が生じた場合は、参議院議員通常選挙の投票日（7月29日）に実施
- 7月12日（第23回参議院選挙の公示日）からその年の9月15日（第2期間末日）までに衆議院議員及び参議院議員の再選挙または補欠選挙を行うべき事由が生じた場合は、当該期間直後の10月の第4日曜日（10月21日）に実施

なお、10月の補欠選挙は、補欠選挙を行うべき事由が生じなかったため、実施されなかった。

## 4月に実施された補欠選挙
参議院2選挙区で実施された。第16回統一地方選挙の後半選挙投票日と同じ4月22日が投票日である。

### 補欠選挙の概要
- 告示日：2007年（平成19年）4月5日
- 投票日：2007年（平成19年）4月22日
- 選挙区：2選挙区

参議院：福島県選挙区・沖縄県選挙区　

### 選挙事由と候補者
福島県選挙区 　
- 選挙事由：佐藤雄平参議院議員（民主党）が福島県知事選挙（2006年11月12日投開票）への立候補準備のため、議員辞職したことによる。
- 候補者：3名

| 候補者     | 性別 | 年齢 | 党派（推薦） | 新旧 | 職業                       |
| ---------- | ---- | ---- | ------------ | ---- | -------------------------- |
| 増子輝彦   | 男   | 59   | 民主党       | 新人 | 会社役員・元衆議院議員     |
| 山口勇     | 男   | 69   | 自由民主党   | 新人 | 会社役員・福島県議会議員   |
| 宮本しづえ | 女   | 54   | 日本共産党   | 新人 | 政党役員・元福島市議会議員 |
沖縄県選挙区
- 選挙事由：糸数慶子参議院議員（無所属）が沖縄県知事選挙（2006年11月19日投開票）へ立候補したことにより、退職（自動失職）したことによる。
- 候補者：3名

| 候補者     | 性別 | 年齢 | 党派（推薦）                                        | 新旧 | 職業                       |
| ---------- | ---- | ---- | --------------------------------------------------- | ---- | -------------------------- |
| 金城宏幸   | 男   | 68   | 無所属                                              | 新人 | 日本資源株式会社代表取締役 |
| 狩俣吉正   | 男   | 57   | 諸派[1]（民主党・日本共産党・社会民主党・国民新党） | 新人 | 無職                       |
| 島尻安伊子 | 女   | 42   | 諸派[2]（自由民主党・公明党）                       | 新人 | JSL日本アカデミー副理事長  |
出典：第20回参議院議員補欠選挙候補者一覧（ザ・選挙）-2011年8月10日閲覧

### 選挙結果
福島県選挙区
- 当日有権者：1,672,953名
- 投票者数：948,890名
- 投票率：56.72%（2004年参院選投票率60.34％）
- 当選者：増子輝彦（民主党）

| 当落       | 候補者     | 党派       | 新旧       | 得票    |
| ---------- | ---------- | ---------- | ---------- | ------- |
| 当選       | 増子輝彦   | 民主党     | 新人       | 541,236 |
|            | 山口勇     | 自由民主党 | 新人       | 303,782 |
|            | 宮本しづえ | 日本共産党 | 新人       | 85,994  |
| 有効投票数 | 有効投票数 | 有効投票数 | 有効投票数 | 931,012 |
沖縄県選挙区
- 当日有権者：1,046,237名
- 投票者数：500,258名
- 投票率：47.81%（2004年参院選投票率54.24％）
- 当選者：島尻安伊子（諸派）

| 当落 | 候補者     | 党派（推薦）                                     | 新旧       | 得票    |
| ---- | ---------- | ------------------------------------------------ | ---------- | ------- |
| 当選 | 島尻安伊子 | 諸派（自由民主党・公明党）                       | 新人       | 255,862 |
|      | 狩俣吉正   | 諸派（民主党・日本共産党・社会民主党・国民新党） | 新人       | 228,844 |
|      | 金城宏幸   | 無所属                                           | 新人       | 9,142   |
|      |            | 有効投票数                                       | 有効投票数 | 493,848 |
出典：総務省“参議院福島県選挙区選出議員補欠選挙結果調” (PDF) 、“参議院沖縄県選挙区選出議員補欠選挙結果調” (PDF) -2011年8月10日閲覧。

## 7月に実施された補欠選挙
衆議院2選挙区で補欠選挙が行われた。

### 補欠選挙の概要
- 告示日：2007年（平成19年）7月17日
- 投票日：2007年（平成19年）7月29日
- 選挙区：2選挙区

衆議院：岩手県第1区・熊本県第3区

### 選挙事由と候補者
岩手県第1区  　
- 選挙事由：達増拓也衆議院議員（民主党）が岩手県知事選挙（2007年4月8日投開票）への立候補準備のため、議員辞職したことによる。
- 候補者：3名

| 候補者   | 性別 | 年齢 | 党派（推薦）         | 新旧 | 職業       |
| -------- | ---- | ---- | -------------------- | ---- | ---------- |
| 階猛     | 男   | 40   | 民主党（国民新党）   | 新人 | 弁護士     |
| 玉沢正徳 | 男   | 36   | 自由民主党（公明党） | 新人 | 政党役員   |
| 瀬川貞清 | 男   | 57   | 日本共産党           | 新人 | 党県書記長 |
熊本県第3区
- 選挙事由：松岡利勝衆議院議員（自由民主党、農林水産大臣）の死去（2007年5月28日）による。
- 候補者：4名

| 候補者   | 性別 | 年齢 | 党派（推薦）       | 新旧 | 職業                                       |
| -------- | ---- | ---- | ------------------ | ---- | ------------------------------------------ |
| 坂本哲志 | 男   | 56   | 無所属             | 元職 | 元衆議院議員・無職                         |
| 松岡徹   | 男   | 62   | 日本共産党         | 新人 | 元熊本県議会議員・党県副委員長             |
| 荒木義行 | 男   | 49   | 無所属             | 新人 | 元熊本県議会議員・会社役員                 |
| 後藤英友 | 男   | 40   | 民主党（国民新党） | 新人 | 党熊本県連副代表・コンサルティング会社経営 |
出典：第44回衆議院議員補欠選挙-ザ・選挙（2011年8月10日閲覧）

### 選挙結果
岩手県第1区
- 当日有権者：276,957
- 投票者数：169,092
- 投票率：61.05%（2005年総選挙投票率67.93％）
- 当選者：階猛（民主党）

| 当落       | 候補者     | 党派（推薦）         | 新旧       | 得票    |
| ---------- | ---------- | -------------------- | ---------- | ------- |
| 当選       | 階猛       | 民主党（国民新党）   | 新人       | 102,987 |
|            | 玉沢正徳   | 自由民主党（公明党） | 新人       | 53,125  |
|            | 瀬川貞清   | 日本共産党           | 新人       | 10,821  |
| 有効投票数 | 有効投票数 | 有効投票数           | 有効投票数 | 166,933 |
熊本県第3区
- 当日有権者：269,425
- 投票者数：190,961
- 投票率：70.88%（2005年総選挙投票率76.22％）
- 当選者：坂本哲志（無所属）

| 当落       | 候補者     | 党派（推薦）       | 新旧       | 得票    |
| ---------- | ---------- | ------------------ | ---------- | ------- |
| 当選       | 坂本哲志   | 無所属             | 元職       | 77,358  |
|            | 荒木義行   | 無所属             | 新人       | 64,063  |
|            | 後藤英友   | 民主党（国民新党） | 新人       | 39,493  |
|            | 松岡徹     | 日本共産党         | 新人       | 5,368   |
| 有効投票数 | 有効投票数 | 有効投票数         | 有効投票数 | 186,282 |
出典：総務省“衆議院岩手県第1区選出議員補欠選挙結果調” (PDF) 、“衆議院熊本県第3区選出議員補欠選挙結果調” (PDF) -2011年8月10日閲覧